# Jim Burke
Jim Burke ist ein US-amerikanischer Filmproduzent.

## Leben
Am 24. Januar 2012 wurde er zusammen mit Alexander Payne und Jim Taylor für den Film The Descendants – Familie und andere Angelegenheiten für einen Oscar nominiert. Nominierungen für diesen Film umfassten auch die AACTA International Awards 2012, den British Academy Film Award 2012, die Gotham Awards 2011, die Independent Spirit Awards 2012 und die PGA Awards 2012. Zudem gewann Jim Burke zusammen mit Alexander Payne und Jim Taylor den AFI Film Award 2011 für The Descendants.
Die erste Zusammenarbeit mit Payne und Taylor fand während der Produktion des Films Election statt. Taylor fragte Burke dabei, während der Ausarbeitung des Drehbuchs, nach dessen Meinung, wobei Burke es als „bestes Drehbuch, das [er] jemals las“ bezeichnete. 2005 gründeten Jim Burke, Alexander Payne und Jim Taylor die Filmproduktionsgesellschaft Ad Hominem Enterprises, welches auch The Descendants produzierte.
Ende Juni 2017 wurde Burke ein Mitglied der Academy of Motion Picture Arts and Sciences.
Im Jahr 2019 gewann er gemeinsam mit Charles B. Wessler, Brian Currie, Peter Farrelly und Nick Vallelonga den Oscar für den besten Film für seine Arbeit als Produzent des Films Green Book.

## Filmografie
Als Filmproduzent
- 1999: Mit Vollgas durch die Nacht (Late Last Night)
- 2001: Dark Species – Die Anderen (The Breed)
- 2004: Walking Tall – Auf eigene Faust (Walking Tall)
- 2011: Willkommen in Cedar Rapids (Cedar Rapids)
- 2011: The Descendants – Familie und andere Angelegenheiten (The Descendants)
- 2014: Kumiko, the Treasure Hunter
- 2018: Green Book – Eine besondere Freundschaft (Green Book)
- 2022: Dreamin’ Wild – Ein Leben für die Musik (Dreamin’ Wild)